# 弗里斯城堡

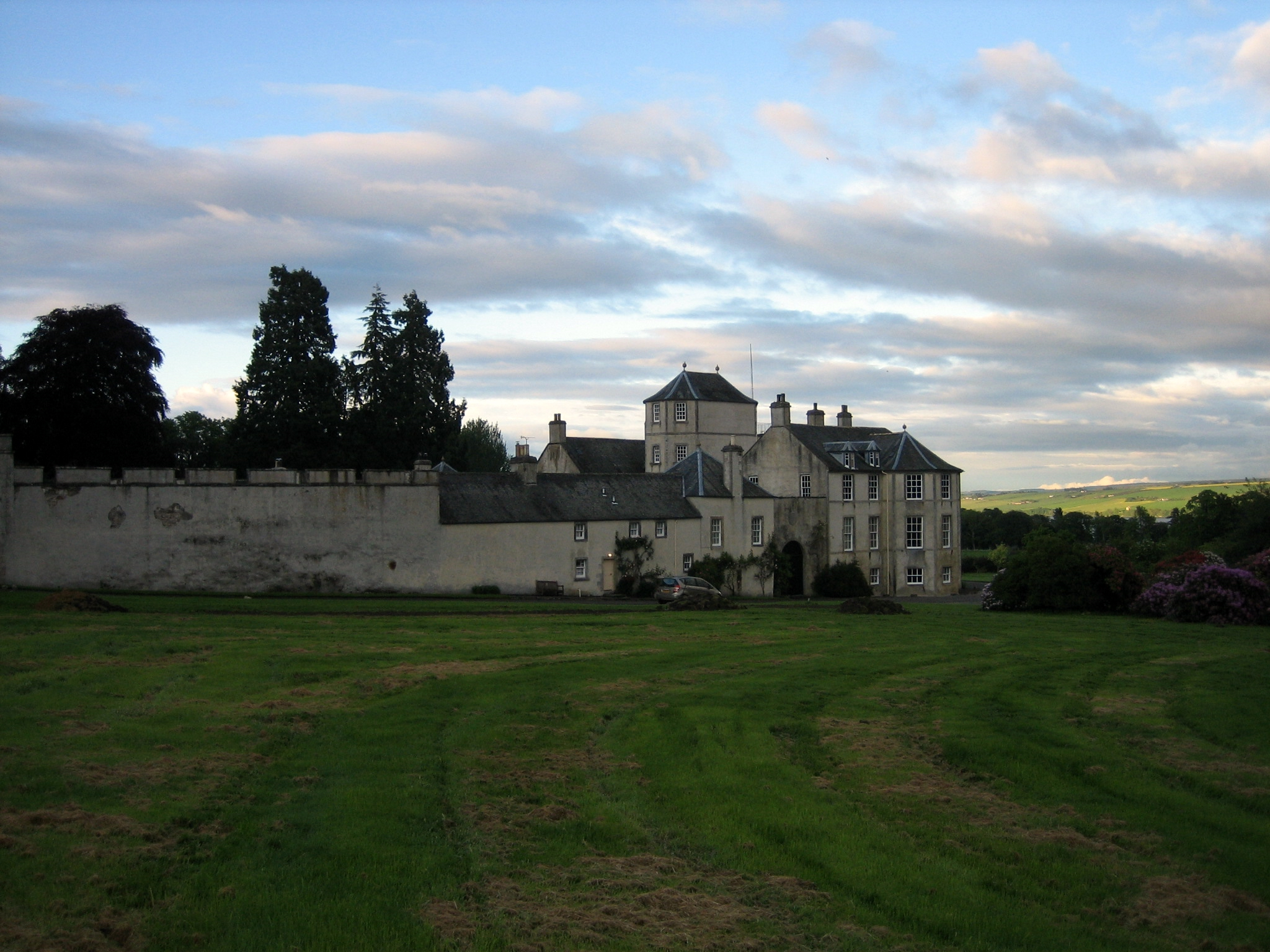
弗里斯城堡

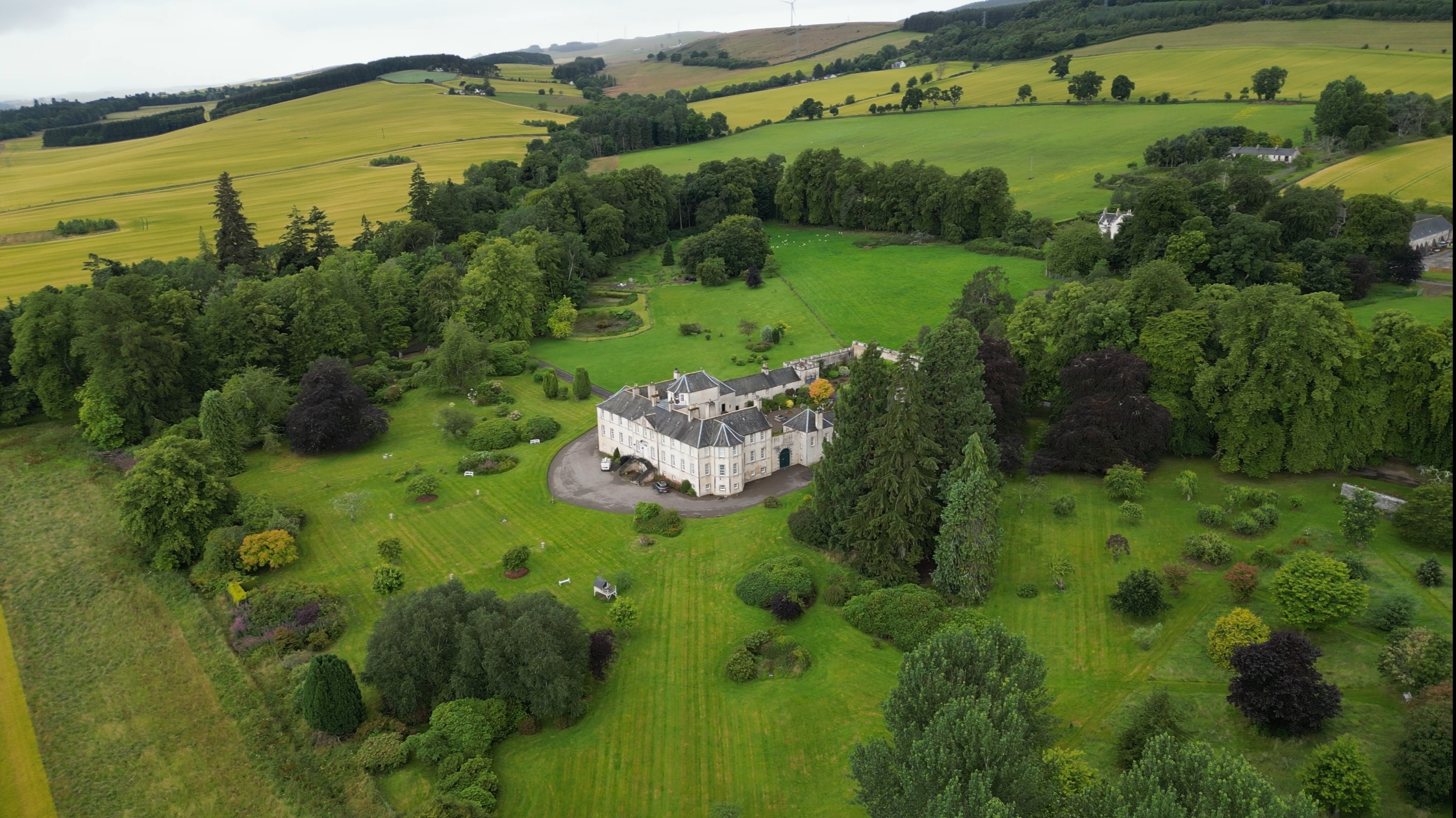
无人机拍摄弗里斯城堡全景

弗里斯城堡（英语：Foulis Castle）位于苏格兰埃文顿（Evanton）西南两英里处。 这是一座粉刷成白色的大宅，包含一座配有枪眼的古老塔楼。 该城堡自12世纪或更早起由蒙罗氏族（Clan Munro）掌控。
目前城堡内仍保留着一座11世纪的护堡台（Motte）（人工堆建的土丘，上面建有木制围栏），据信这是弗里斯的首座防御工事。

## 早期历史

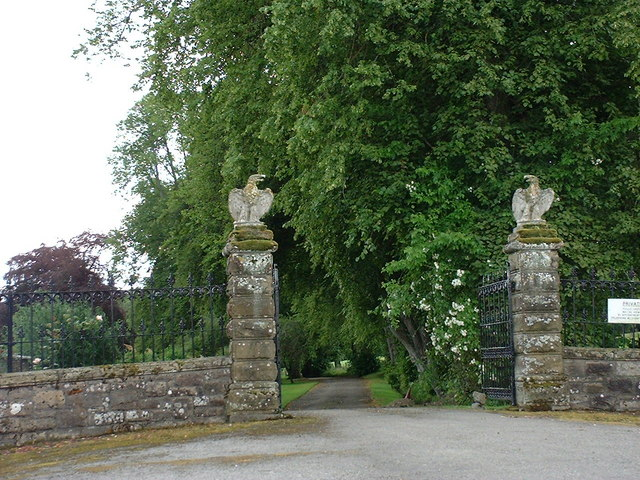
弗里斯城堡入口，注意每根柱子上的金鹰，它们是蒙罗氏族的象征

弗里斯城堡本身在14世纪的记录中被简要提及，但据信最早的弗里斯塔楼建于1154年。据当时的记录，1350年，罗斯伯爵威廉三世（Uilleam III, Earl of Ross）向弗里斯的罗伯特·蒙罗（Robert de Munro）授予了“Estirfowlys”和“Strathskehech塔楼”的土地契约。 另据记载，罗斯伯爵夫人欧菲米亚一世（Euphemia I, Countess of Ross）在1394年向罗伯特的儿子，弗里斯第九任男爵休·蒙罗（Hugh Munro, 9th Baron of Foulis）授予了两份契约。其中一份日期为1394年5月4日，涉及“Wesstir Fowlys”和“Strathschech塔楼”，后者因附近流经斯基亚赫河谷（Strath Skiach）的斯基亚赫河（River Sgitheach）而得名，并最终流入克罗马蒂湾（Cromarty Firth）。
1491年签署并盖章于弗里斯城堡的一份文件用盖尔语写道：“caisteal biorach, nead na h-iolair”，意为“巍峨的城堡，鹰之巢”。 这是对氏族首领纹章标志的隐喻。
1542年，在阿尔坦-比斯战役（Battle of Alltan-Beath）中被俘后，斯特拉纳韦（Strathnaver）地区的麦凯氏族首领唐纳德·麦凯（Donald Mackay）被囚禁在弗里斯城堡中。 根据17世纪编写的Fraser's Wardlaw手稿，由于蒙罗氏族对唐纳德·麦凯的友好和礼遇，“直到今天”蒙罗和麦凯氏族之间仍保持着联系。
1587年，皇家颁发的契约中也提到了城堡的“塔楼和堡垒”。 在氏族战争时期，弗里斯城堡的最高塔楼上会点燃信号灯，以号召氏族成员武装集结，因此蒙罗氏族的口号或集结呼声为“Caisteal Foghlais na theine”，意为弗里斯城堡燃起熊熊烈火。
这座城堡一直保存到18世纪，直到1746年遭到詹姆斯党的袭击。 弗里斯第六任从男爵罗伯特·蒙罗爵士（Sir Robert Munro, 6th Baronet）在1746年的福尔柯克沼泽战役（Battle of Falkirk Muir）中阵亡，城堡也在同年被詹姆斯党洗劫并焚毁。
罗伯特·蒙罗爵士的儿子、继任首领哈里·蒙罗爵士（Sir Harry Munro, 7th Baronet）从被囚中返回家乡时，发现城堡已被焚毁，大部分建筑遭到破坏。几个月后，詹姆斯党在卡洛登战役（Battle of Culloden）中被政府军击败。哈里·蒙罗爵士着手重建城堡，尽可能保留了原有建筑的一部分。然而，由于卡洛登战役彻底终结了高地氏族制度，不再需要如此坚固的防御工事。因此，城堡在1754年至1792年间被重建为一座大型古典风格的豪宅，至今仍保持这一外观。 目前弗里斯城堡仍是Munro氏族首领赫克托·W·蒙罗（Hector W Munro of Foulis）的家宅。

## 修复

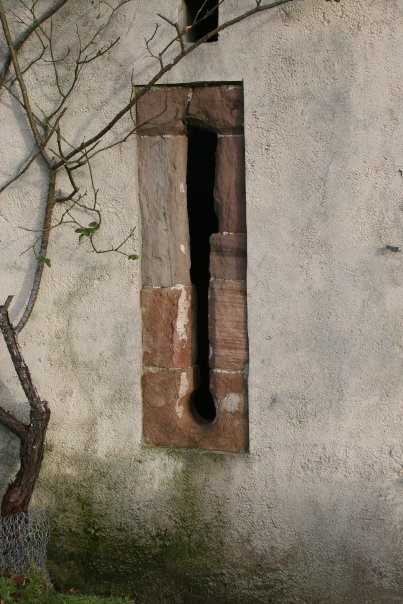
显示在后期围墙下的部分原始城堡防御工事

关于弗里斯城堡在1746年之前的防御工事外观，没有任何记录留存。一些证据在1746年的修复过程中被发现。人们认为城堡周围可能围绕着一系列较小的建筑，可能是防御性质的。1957年至1959年期间，在城堡庭院区域发现了一些证据，表明该区域曾用于饲养马匹和牛群，并且在被攻击时，这里可以自给自足并能够抵御围攻。
塔楼是一处防御工事，其地面层墙壁厚度达五英尺六英寸。1985年5月，在庭院建筑进行部分修缮时，发现了四个“倒置钥匙孔型”的炮眼，日期可以追溯到16世纪初期，它们位于面向东、西、南、北四个方向的墙壁中，被四个楔形封闭孔遮挡。炮眼之上是桶形拱顶石天花板。该建筑曾与城堡分离，显然是作为一个小型防御工事建造的，具有全方位的“火力覆盖”以防范可能的袭击。
在某个较晚的时期，可能是在1746年之后，当氏族首领认为遭受袭击的机会减少时，这座建筑的用途发生了变化。四个炮眼中的三个被完全封闭，第四个则部分封闭，仅留下一个宽六英寸、长三英尺的窄缝，并且在缝内牢固地安装了一根四分之三英寸的铁条，以提供光线、一些空气和通过此缝隙向不幸的囚犯递送食物的通道。它可能是城堡的监狱。根据蒙罗氏族的资料，在弗里斯目前的主宅建筑的石膏下，发现了原始城堡的一些石墙。